# Centenary Quaich
El Centenary Quaich (/ˈkweɪx/; escocès gaèlic: Cuach un Ceud Bliadhnachan) és un trofeu de rugbi internacional disputat anualment entre les seleccions d'Irlanda i d'Escòcia dins el marc del Torneig de les sis nacions.
Ambdues nacions han jugat aquesta copa des de la seva presentació l'any 1989, en què s'establí que el guanyador del partit entre ambdues seleccions, independentment de com acabés la classificació del torneig, s'enduria el Centenary Quaich.
El premi, es va crear per celebrar l'enfrotament número 100 entre ambdues seleccions. Abans de la seva creació, dels 99 partits jugats, 45 foren victòries per a Irlanda per 49 victòries escoceses. Quatre partits van acabar en empat i va haver-hi un abandonament, a Belfast, l'any 1885. El Quaich és un més dels torneigs que es competeixen conjuntament amb el torneig de les sis nacions. Altres exemples el torneig inclouen la Calcutta Cup (Escòcia vs. Anglaterra), el Millennium Trophy (Anglaterra vs. Irlanda) i el Giuseppe Garibaldi Trofeu (França vs. Itàlia).

## Partits
| Detalls   | Jugats | Victòria irlandesa | Victòria escocesa | Empat | Punts d'Irlanda | Punts d'Escòcia |
| --------- | ------ | ------------------ | ----------------- | ----- | --------------- | --------------- |
| A Irlanda | 15     | 9                  | 5                 | 1     | 368             | 228             |
| A Escòcia | 16     | 7                  | 9                 | 0     | 372             | 291             |
| Global    | 31     | 16                 | 14                | 1     | 740             | 519             |

## Resultats
| Any  | Data           | Lloc                   | Equip local | Resultat | Visitant | Guanyador del trofeu |
| ---- | -------------- | ---------------------- | ----------- | -------- | -------- | -------------------- |
| 2019 | 9 de febrer    | Murrayfield, Edinburgh | Scotland    | 13 – 22  | Ireland  | Escòcia              |
| 2018 | 10 de març     | Aviva Stadium, Dublin  | Ireland     | 28 – 8   | Scotland | Irlanda              |
| 2017 | 4 de febrer    | Murrayfield, Edinburgh | Scotland    | 27 – 22  | Ireland  | Escòcia              |
| 2016 | 19 de març     | Aviva Stadium, Dublin  | Ireland     | 35 – 25  | Scotland | Irlanda              |
| 2015 | 21 de març     | Murrayfield, Edinburgh | Scotland    | 10 – 40  | Ireland  | Irlanda              |
| 2014 | 2 de febrer    | Aviva Stadium, Dublin  | Ireland     | 28 – 6   | Scotland | Irlanda              |
| 2013 | 24 de febrer   | Murrayfield, Edinburgh | Scotland    | 12 – 8   | Ireland  | Escòcia              |
| 2012 | 10 de març     | Aviva Stadium, Dublin  | Ireland     | 32 – 14  | Scotland | Irlanda              |
| 2011 | 27 de febrer   | Murrayfield, Edinburgh | Scotland    | 18 – 21  | Ireland  | Irlanda              |
| 2010 | 20 de març     | Croke Park, Dublin     | Ireland     | 20 – 23  | Scotland | Escòcia              |
| 2009 | 14 de març     | Murrayfield, Edinburgh | Scotland    | 15 – 22  | Ireland  | Irlanda              |
| 2008 | 9 de març      | Croke Park, Dublin     | Ireland     | 34 – 13  | Scotland | Irlanda              |
| 2007 | 10 de març     | Murrayfield, Edinburgh | Scotland    | 18 – 19  | Ireland  | Irlanda              |
| 2006 | 11 de març     | Aviva Stadium, Dublin  | Ireland     | 15 – 9   | Scotland | Irlanda              |
| 2005 | 12 de febrer   | Murrayfield, Edinburgh | Scotland    | 13 – 40  | Ireland  | Irlanda              |
| 2004 | 27 de març     | Aviva Stadium, Dublin  | Ireland     | 37 – 16  | Scotland | Irlanda              |
| 2003 | 16 de febrer   | Murrayfield, Edinburgh | Scotland    | 6 – 36   | Ireland  | Irlanda              |
| 2002 | 2 de març      | Lansdowne Road, Dublin | Ireland     | 43 – 22  | Scotland | Irlanda              |
| 2001 | 22 de setembre | Murrayfield, Edinburgh | Scotland    | 32 – 10  | Ireland  | Escòcia              |
| 2000 | 19 de febrer   | Lansdowne Road, Dublin | Ireland     | 44 – 22  | Scotland | Irlanda              |
| 1999 | 20 de març     | Murrayfield, Edinburgh | Scotland    | 30 – 13  | Ireland  | Escòcia              |
| 1998 | 7 de febrer    | Lansdowne Road, Dublin | Ireland     | 16 – 17  | Scotland | Escòcia              |
| 1997 | 1 de març      | Murrayfield, Edinburgh | Scotland    | 38 – 10  | Ireland  | Escòcia              |
| 1996 | 20 de gener    | Lansdowne Road, Dublin | Ireland     | 10 – 16  | Scotland | Escòcia              |
| 1995 | 4 de febrer    | Murrayfield, Edinburgh | Scotland    | 26 – 13  | Ireland  | Escòcia              |
| 1994 | 5 de març      | Lansdowne Road, Dublin | Ireland     | 6 – 6    | Scotland | sense vencedor       |
| 1993 | 16 de gener    | Murrayfield, Edinburgh | Scotland    | 15 – 3   | Ireland  | Escòcia              |
| 1992 | 15 de febrer   | Lansdowne Road, Dublin | Ireland     | 10 – 18  | Scotland | Escòcia              |
| 1991 | 16 de març     | Murrayfield, Edinburgh | Scotland    | 28 – 25  | Ireland  | Escòcia              |
| 1990 | 3 de febrer    | Lansdowne Road, Dublin | Ireland     | 10 – 13  | Scotland | Escòcia              |
| 1989 | 4 de març      | Murrayfield, Edinburgh | Scotland    | 37 – 21  | Ireland  | Escòcia              |